# Punta de Lobos
Punta de Lobos es una playa chilena ubicada a 6 km al sur de Pichilemu, en la provincia Cardenal Caro, región de O'Higgins. 
Además de la fina arena gris, su principal característica es que está rodeada por grandes acantilados que llegan hasta 100 metros de altura aproximadamente y sus singulares roqueríos que son frecuentados por lobos marinos; de ahí su nombre. La extensión de su playa y su ubicación la hacen apta para el baño, la pesca de orilla, además de ser un lugar ideal para la práctica del surf y kiteboarding, sobre todo en invierno. Las olas de Punta de Lobos oscilan entre los dos y tres metros de altura, y permite a los practicantes de surf escoger olas izquierdas de excelente calidad. Según la época del año, las olas oscilan entre los 8 y 10 metros de altura, en ocasiones con más altura para las expectativas de los competidores en el Big Wave World Tour (BWWT) 2012. En 2013, fue declarada como una «reserva mundial de surf».
Punta de Lobos fue la sede de las competencias de surf en los Juegos Panamericanos de 2023.